# Штенгель, Фёдор Фёдорович
Иоганн Фридрих Штенгель, с 1776 г. Фёдор Фёдорович Штенгель (5 августа 1746 года, Саарбрюккен — 24 июня 1830 г., Санкт-Петербург) — немецкий архитектор, бывший придворным императорским русским архитектором, тверским губернским архитектором.

## Биография
Иоганн Фридрих Штенгель родился в 1746 году и был старшим сыном архитектора и директора по строительству Нассау-Саарбрюкера Фридриха Иоахима Штенгеля. Его младший брат Бальтазар Вильгельм Штенгель тоже стал архитектором.
О его школе и профессиональном образовании ничего не известно; считается вероятным, что его отец получил образование архитектора в период с 1764 по 1769 год. Около 1769 года он поступил на службу к графам Нассау-Саарбрюккена в качестве строителя и работал под руководством своего отца. Например, он работал над Людвигсбергским дворцом, Людвигскирхе, домами на Людвигсплац в Саарбрюккене, был руководителем строительства протестантской церкви в Югенхайме в Рейнхессене, протестантской церкви в Берге в Эльзасе и протестантской церкви приходского священника в Хойсвайлере. Он также руководил ремонтом различных величественных зданий в графстве Саар Верден, например, замком Лоренцен.
В 1774 году был реализован его первый собственный проект: новое здание протестантской церкви в Нидерлинксвайлере.
В 1775 году Екатерина II пригласила Штенгеля в Россию, который стал помощником архитектора П. Р. Никитина.
В январе 1776 года Штенгель приступил к службе у Екатерины II в России в качестве императорского придворного архитектора России в Твери. С тех пор он называл себя Фёдором Фёдоровичем Штенгелем. После разрушительного пожара 1763 года Тверь была перестроена по западноевропейским образцам. Социальные здания, Императорский путевой дворец и между 1777 и 1783 годами дом митрополита в Трехсватском были построены по чертежам Штенгеля и под его руководством. Он также построил правительственный дворец с 1778 по 1783 год.
В марте 1784 года Штенгель с семьёй переехал в Санкт-Петербург и руководил бронзовой фабрикой, принадлежавшей Конторе строения Исаакиевского собора, а также выполняла частные и государственные контракты. В то же время Штенгель был архитектором и руководил ремонтом царских дворцов. После коронации Павла I в 1796 году бронзовая фабрика закрылась. Штенгель взял на себя руководство реорганизацией планировочной палаты царской строительной конторы, владения которой в основном касались царских дворцов в Санкт-Петербурге и его окрестностях. После того, как царь Александр I вступил в должность, Штенгель попросил новую работу архитектором, но это осталось без ответа. Затем Штенгель работал банковским архитектором в ссудном банке в Санкт-Петербурге, где и умер 24 июня 1830 года.

## Работа
- 1769—1771: Управление строительством евангелической церкви в Югенхайме в Рейнхессене.
- 1770: Ремонт Саарского моста между Хербицхаймом и Кескастелем
- 1770: Строительство церкви Людвига в Саарбрюккене.
- 1770—1773: Управление строительства евангелической церкви в Берге.
- 1771: Реставрация замка Лоренцен
- 1771: Восстановление шпиля католической приходской церкви Святого Михаила в Пюттлингене.
- 1774: Проектирование угольного хранилища возле Русхютте (Саарбрюккен).
- 1774: Управление строительством протестантского дома приходского священника в Хойсвайлере.
- 1774: Дизайн евангелической церкви в Нидерлинксвайлере, выполненный Дж. Х. Дж. Фон Вальднером.
- 1776—1784: Проектирование жилых домов в Твери на набережной реки Волги.
- 1777—1781: Строительство дома престарелых, работного дома и других социальных построек в Твери.
- 1777—1783: Строительство дворца митрополита в Трехсвятском.
- 1778—1783: Строительство правительственного здания.
- 1779—1785: Строительство больницы.

## Награды и отличия
- 1779: Провинциальный секретарь.
- 1782: Титулярный советник.
- 1784: Коллежский асессор.
- 1793: Назначен придворным советником.
- 1799: Назначен в совет колледжей.
- 1807: Назначен в Государственный совет.